# Молотков Петро Іванович
Петро Іванович Молотков (29 листопада 1921, с. Дубино, нині Бєлгородська область), РСФРР — 11 червня 1995, Харків, Україна) — український лісівник, доктор сільськогосподарських наук, завідувач лабораторії лісничої селекції і насінництва Української НДІ лісового господарства у Харкові (1972—1995).

## Біографія
Петро Молотков народився 29 листопада 1921 року у селищі Дубино, нині Бєлгородська область, РСФРР.
У 1947 році закінчив Воронезький лісотехнічний інститут.
З 1951 і до 1972 року працював на Закарпатській лісівничій дослідницькій станції у місті Мукачеве.
Згодом, з 1972 по 1995 роки обіймав посаду завідувача лабораторії лісничої селекції і насінництва Української НДІ лісового господарства у Харкові.

## Науковий доробок
Петро Молотков займався дослідженням рубок головного користування на стан природного поновлення лісів, організував систему збереження і раціонального використання лісів Карпат. Зокрема, визначив основи переведення лісокультурного виробництва селекційно-генетичні принципи. Очолював роботи зі створення лісонасінних баз для утворення лісотвірниї порід в Україні, поступово їх удосконалював.
Основні праці
- Цветная древесина. Пропитка древесины бука на корню. Ужгород, 1962;
- Буковые леса и хозяйство в них. Москва, 1966;
- Селекция лесных пород. Москва, 1982 (співавт.);
- Насінництво лісових порід. Київ, 1989 (співавт.);
- Справочник лесовода. Київ, 1990 (співавт.).